# مورغن ساسون
مورغن ساسون (بالفرنسية: Morgan Sanson)‏ (27 فبراير 1994 فرنسا - ) هو لاعب كرة قدم فرنسي، يلعب كلاعب وسط.

## وصلات خارجية
مورغن ساسون على موقع الاتحاد الأوربي (الإنجليزية)
- مورغن ساسون على موقع رابطة كرة القدم الفرنسية للمحترفين (الإنجليزية)
- مورغن ساسون على موقع قاعدة بيانات كرة القدم.إي يو (الإنجليزية)
- مورغن ساسون على موقع ليكيب (الفرنسية)
- مورغن ساسون على موقع Soccerbase.com (لاعب) (الإنجليزية)
- مورغن ساسون على موقع Soccerway.com (الإنجليزية)
- مورغن ساسون على موقع عالم كرة القدم.نت (الإنجليزية)
- مورغن ساسون على موقع AS.com (الإسبانية)